# 格魯濟克 (海辛區)
48°44′46″N 29°36′42″E / 48.74611°N 29.61167°E
格魯濟克（烏克蘭語：Грузьке），是位於烏克蘭西南部文尼察州海辛區的村莊，始建於1917年，面積2.93平方公里，海拔高度230米，2001年人口749，人口密度每平方公里255.98人。